# 보수초등학교
보수초등학교는 대한민국 부산광역시 중구에 있는 초등학교다.

## 학교 연혁
- 1953년 7월 9일 보수국민학교로 설립·개교
- 1953년 9월 1일 초대 박정출 교장 취임
- 1996년 9월 12일 급식실 완공
- 1998년 2월 3일 교육부 장관 표창(창의적 학교 경영)
- 1999년 12월 17일 교육감 표창(열린교육활동 우수학교)